# Bruno Kirby
Bruno Kirby, geboren als Bruno Giovanni Quidaciolu, Jr. (New York, 28 april 1949 - Los Angeles, 14 augustus 2006) was een Amerikaanse karakteracteur. Kirby speelde voornamelijk assertieve, snelpratende New Yorkers in komedies als When Harry Met Sally... en City Slickers.

## Biografie
Kirby was de zoon van acteur Bruce Kirby. Zijn broer John is een bekende acteercoach.

### Carrière
Bruno Kirby's carrière begon begin jaren zeventig met rollen in weinig succesvolle films als The Young Graduates (1971) en The Harrad Experiment (1973) en televisieseries als "Room 222" (1969-1972) en "The Super" (1972). Ook was hij even te zien in de pilotaflevering van "M*A*S*H*". In "The Super" speelde hij de zoon van Richard S. Castellano, die juist dat jaar Clemenza had gespeeld in The Godfather. Twee jaar later, in 1974, speelde Kirby de jonge Clemenza in het vervolg The Godfather: Part II.
Zijn filmcarrière wilde echter niet van de grond komen. De ommezwaai kwam in het midden van de jaren tachtig, toen hij een reeks bijrollen had in succesvolle komedies. In 1984 was hij in Rob Reiners mockumentary This Is Spinal Tap te zien als de babbelzieke, Sinatravererende chauffeur van de fictieve hardrockgroep. In Good Morning, Vietnam (1987) speelde hij de humorloze Lt. Hauk die leiding moest geven aan de anarchistische legerradio-dj Robin Williams. Reiner castte hem in een grotere rol in When Harry Met Sally... als de beste vriend van Billy Crystals Harry. De samenwerking met Crystal werkte, want twee jaar later waren beiden weer te zien als vrienden in de komedie City Slickers (1991). Kirby weigerde echter mee te werken aan het vervolg, City Slickers II. In 1990 was hij te zien als de neef van Marlon Brando's maffiabaas in de Godfather-parodie The Freshman. Op televisie was hij te zien als Garry Shandlings agent in de sitcom "It's Garry Shandling's Show".
Naast filmwerk was hij in de jaren tachtig en negentig ook regelmatig op het toneel te zien. In 1991 maakte hij zijn Broadwaydebuut, toen hij Kevin Spacey verving in Neil Simons prijzenwinnende toneelstuk Lost in Yonkers.
In latere jaren speelde hij ook meer dramatische rollen, zoals in Donnie Brasco (1997). Naast zijn bioscoopwerk was hij ook steeds meer te zien op televisie, in televisiefilms en gastrollen in televisieseries als "Entourage". Zijn laatste rol was in Played met Gabriel Byrne.

### Privé
Op 29 september 2003 trouwde Kirby met actrice Lynn Sellers. Ze bleven bij elkaar tot zijn dood.
Hij overleed op 57-jarige leeftijd aan de gevolgen van leukemie. De ziekte was kort daarvoor bij hem vastgesteld.

## Filmografie
- Biblioteca Nacional de España: XX1259270
- Bibliothèque nationale de France: cb14028148b (data)
- Catàleg d'autoritats de noms i títols de Catalunya: 981058515482806706
- Gemeinsame Normdatei: 132552957
- International Standard Name Identifier: 0000 0000 5934 6699
- Library of Congress Control Number: no97044343
- MusicBrainz: d34347d8-ddd2-4b4b-9de3-5ce5dff11545
- Nationale Bibliotheek van Tsjechië: xx0318832
- Nationale Bibliotheek van Israël: 987007426095705171
- Istituto Centrale per il Catalogo Unico: RAVV305730
- SNAC: w6qp8zxz
- Système universitaire de documentation: 079410154
- Virtual International Authority File: 14971983
- WorldCat: E39PBJyWR6mCMRFbbkFJR8xYyd